# G7 del 2021
Il 47º vertice del G7 si è svolto nel Regno Unito a Carbis Bay vicino a St Ives in Cornovaglia dall’11 al 13 giugno 2021. La riunione è guidata dal Primo ministro del Regno Unito Boris Johnson.
È stato il primo G7 in presenza dall'inizio della pandemia ed è avvenuto durante il primo viaggio all'estero del presidente statunitense Joe Biden. Tra i temi trattati, la lotta al COVID-19 e la distribuzione di vaccini, il contrasto al cambiamento climatico e la l'intesa politica in opposizione ai regimi autoritari responsabili di violazioni dei diritti umani.

## Partecipanti

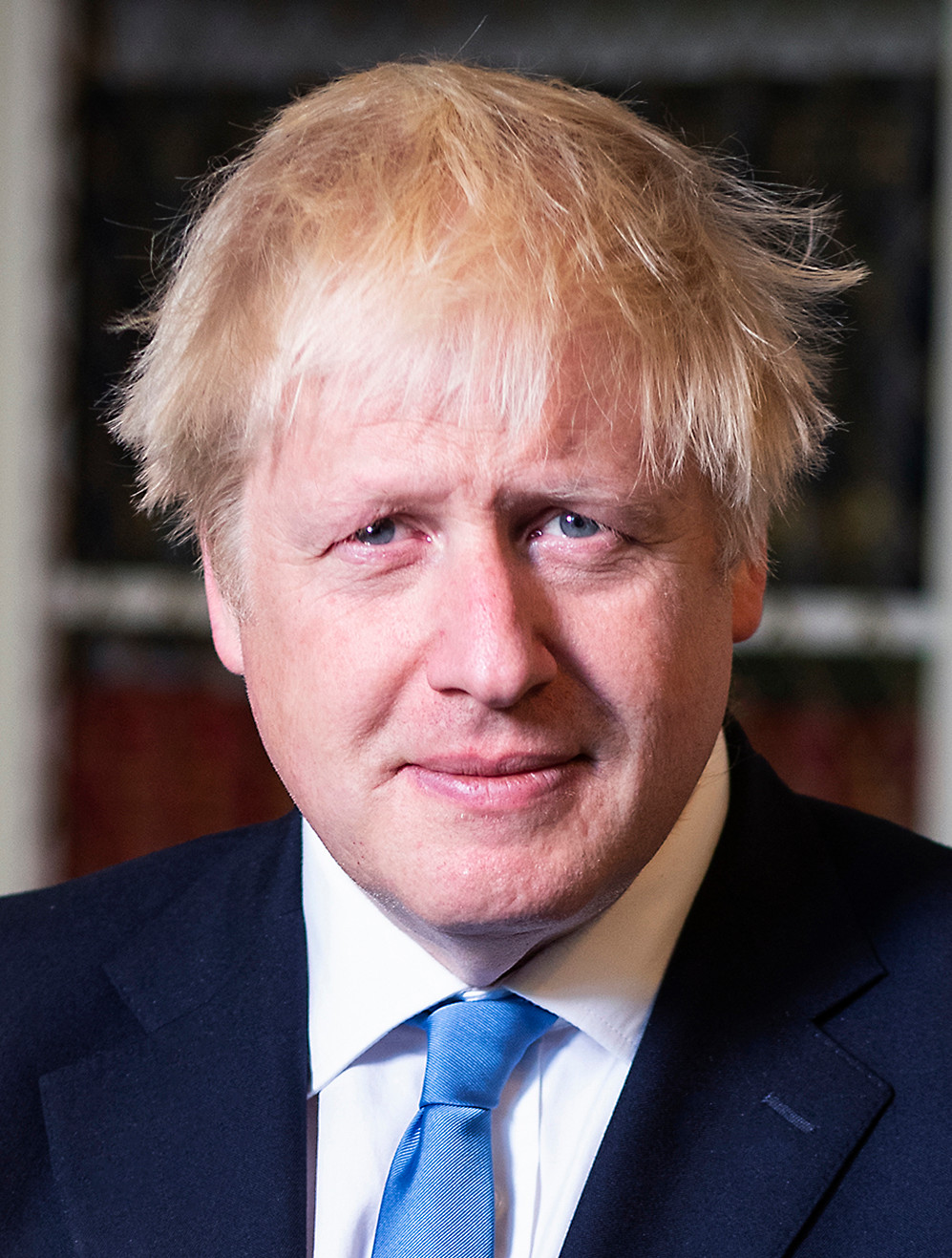
GBR Boris Johnson, Primo ministro
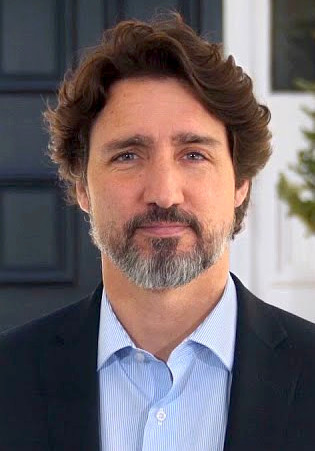
CAN Justin Trudeau, Primo ministro
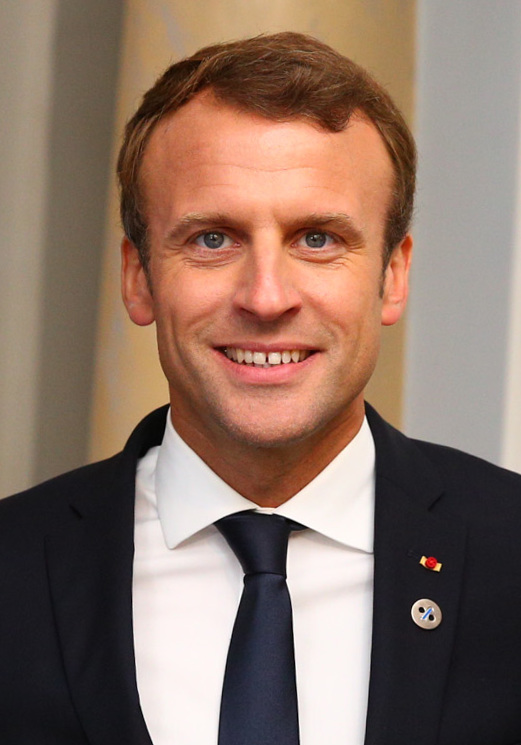
FRA Emmanuel Macron, Presidente
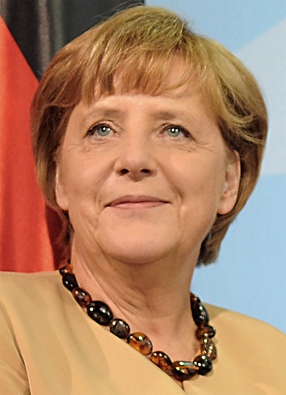
DEU Angela Merkel, Cancelliere
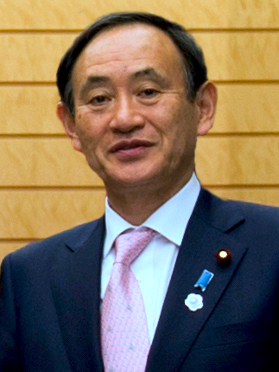
JPN Yoshihide Suga, Primo ministro
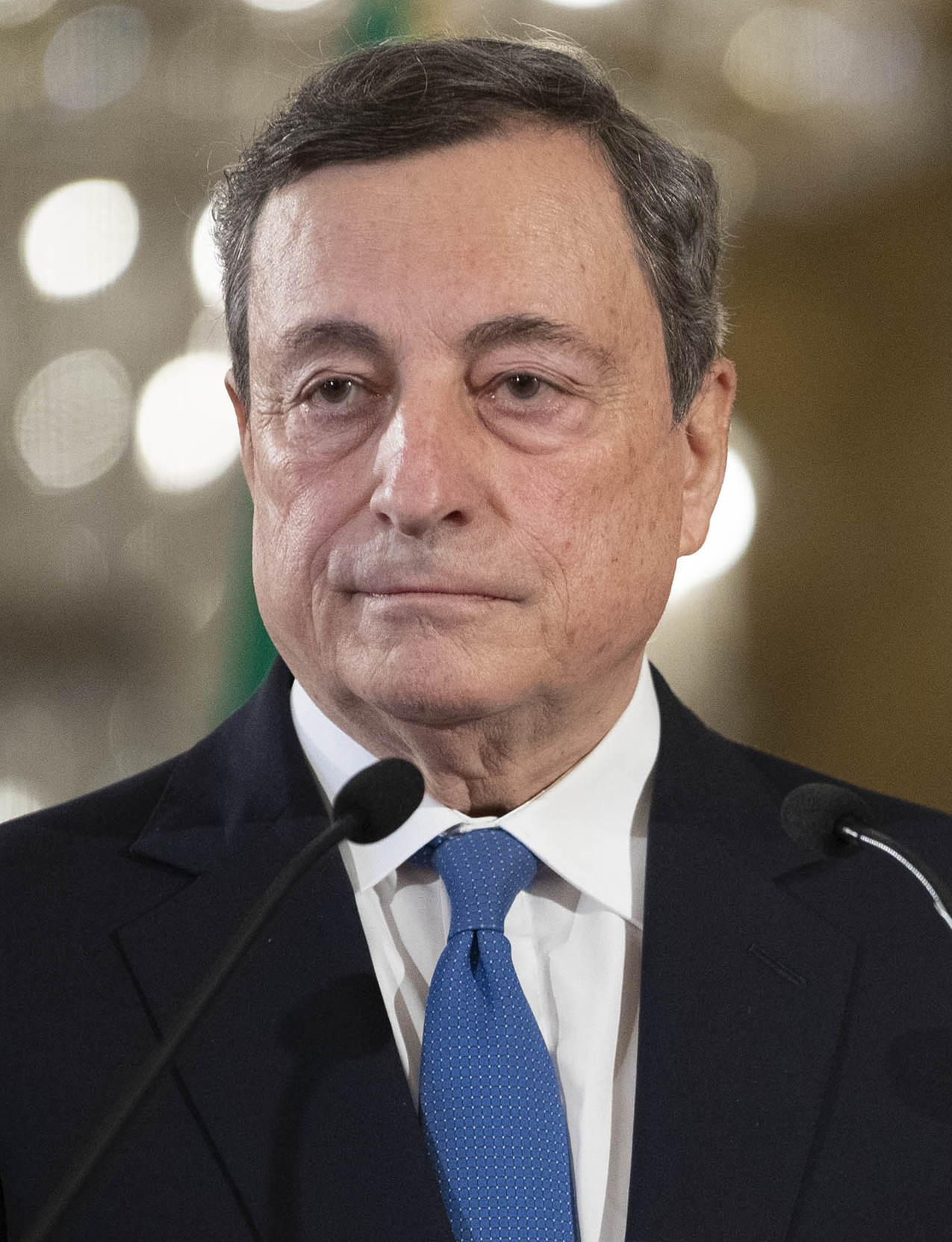
ITA Mario Draghi, Presidente del Consiglio
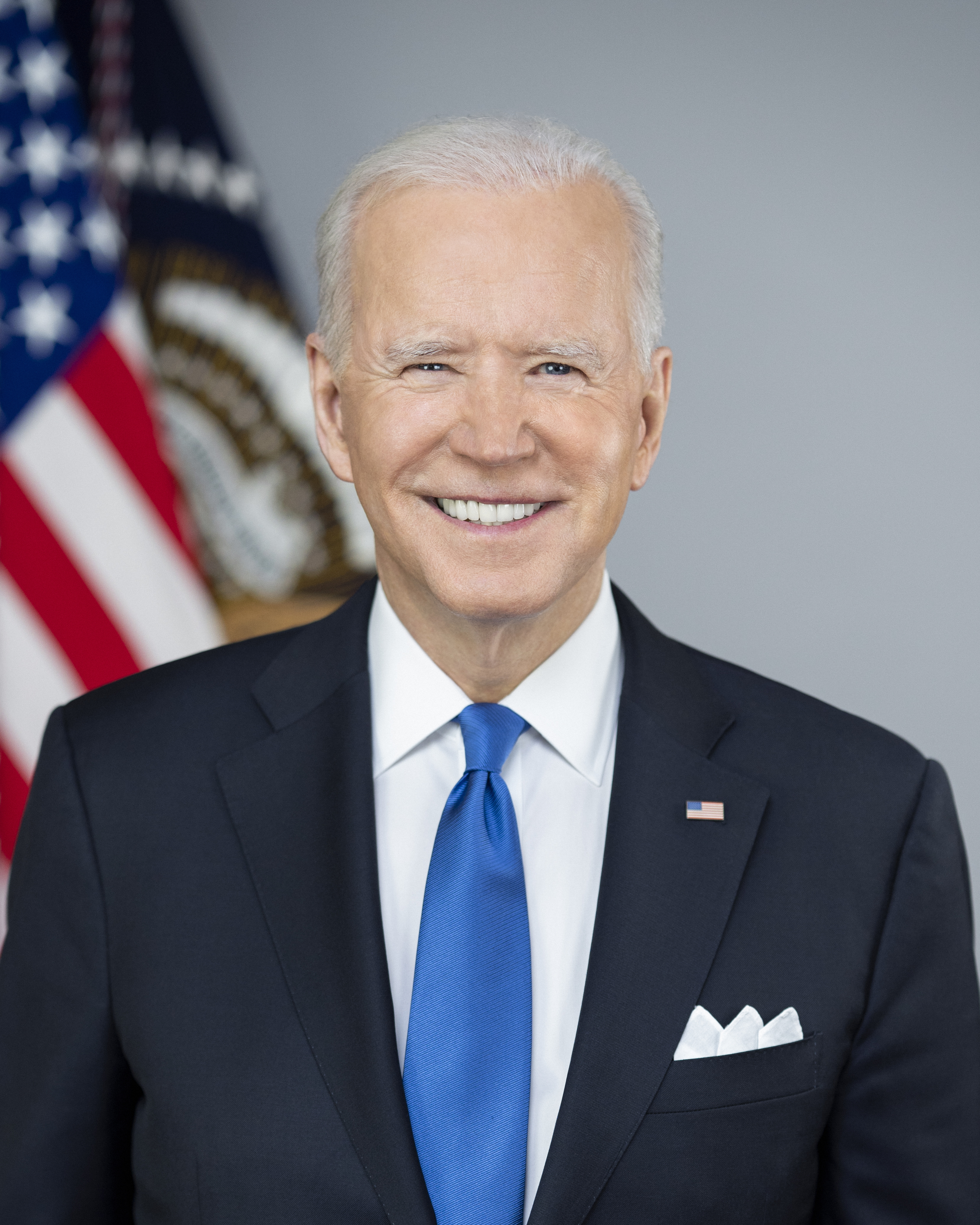
USA Joe Biden, Presidente
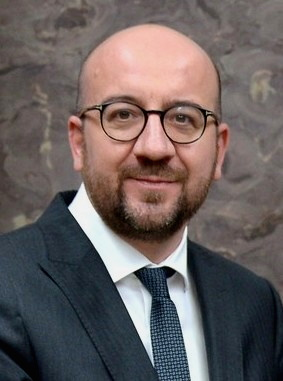
' Charles Michel, Presidente del Consiglio europeo
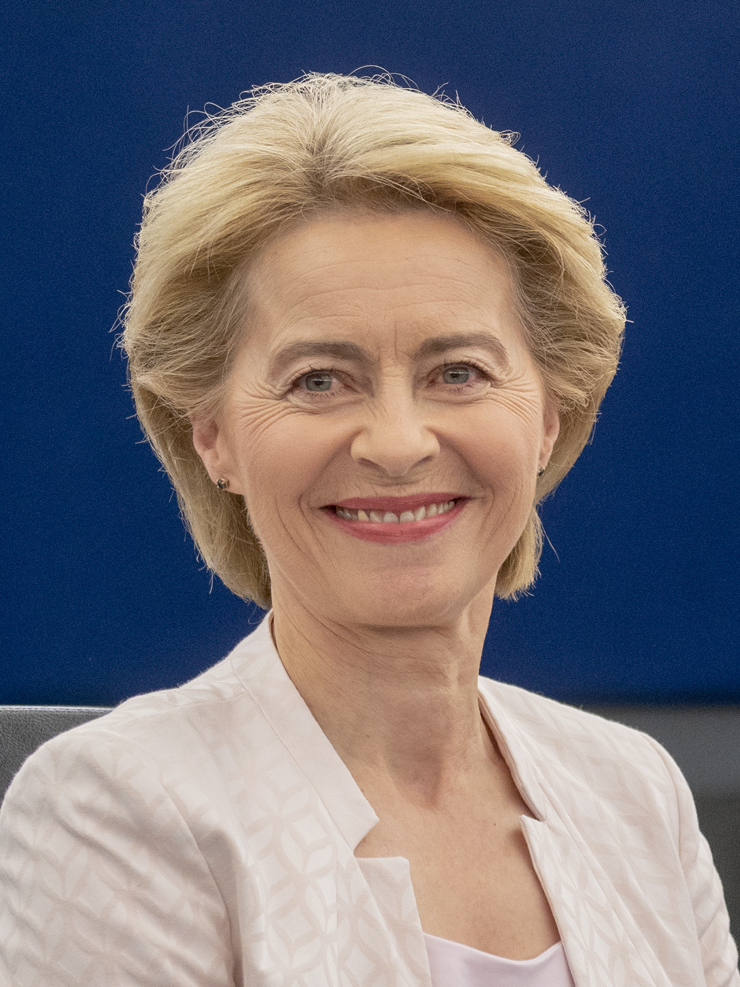
' Ursula von der Leyen, Presidente della Commissione

| I membri del G7 In grassetto lo Stato ospitante | Rappresentato da     | Titolo                               | Vertici precedenti                                                                 |
| ----------------------------------------------- | -------------------- | ------------------------------------ | ---------------------------------------------------------------------------------- |
| Regno Unito                                     | Boris Johnson        | Primo ministro                       | 2019                                                                               |
| Canada                                          | Justin Trudeau       | Primo ministro                       | 2019, 2018, 2017, 2016                                                             |
| Francia                                         | Emmanuel Macron      | Presidente                           | 2019, 2018, 2017                                                                   |
| Germania                                        | Angela Merkel        | Cancelliere                          | 2019, 2018, 2017, 2016, 2015, 2014, 2013, 2012, 2011, 2010, 2009, 2008, 2007, 2006 |
| Giappone                                        | Yoshihide Suga       | Primo ministro                       | Prima partecipazione                                                               |
| Italia                                          | Mario Draghi         | Presidente del Consiglio             | Prima partecipazione                                                               |
| Stati Uniti                                     | Joe Biden            | Presidente                           | Prima partecipazione                                                               |
| Unione europea                                  | Ursula von der Leyen | Presidente della Commissione europea | Prima partecipazione                                                               |
| Unione europea                                  | Charles Michel       | Presidente del Consiglio europeo     | Prima partecipazione                                                               |

- Regno Unito
 Boris Johnson,
Primo ministro
- Canada
Justin Trudeau,
Primo ministro
- Francia
Emmanuel Macron, 
Presidente
- Germania
Angela Merkel,
Cancelliere
- Giappone
Yoshihide Suga, 
Primo ministro
- Italia
Mario Draghi,
Presidente del Consiglio
- Stati Uniti
Joe Biden,
Presidente
- Unione europea
Charles Michel,
 Presidente del Consiglio europeo
- Unione europea
Ursula von der Leyen, Presidente della Commissione

## Leader invitati

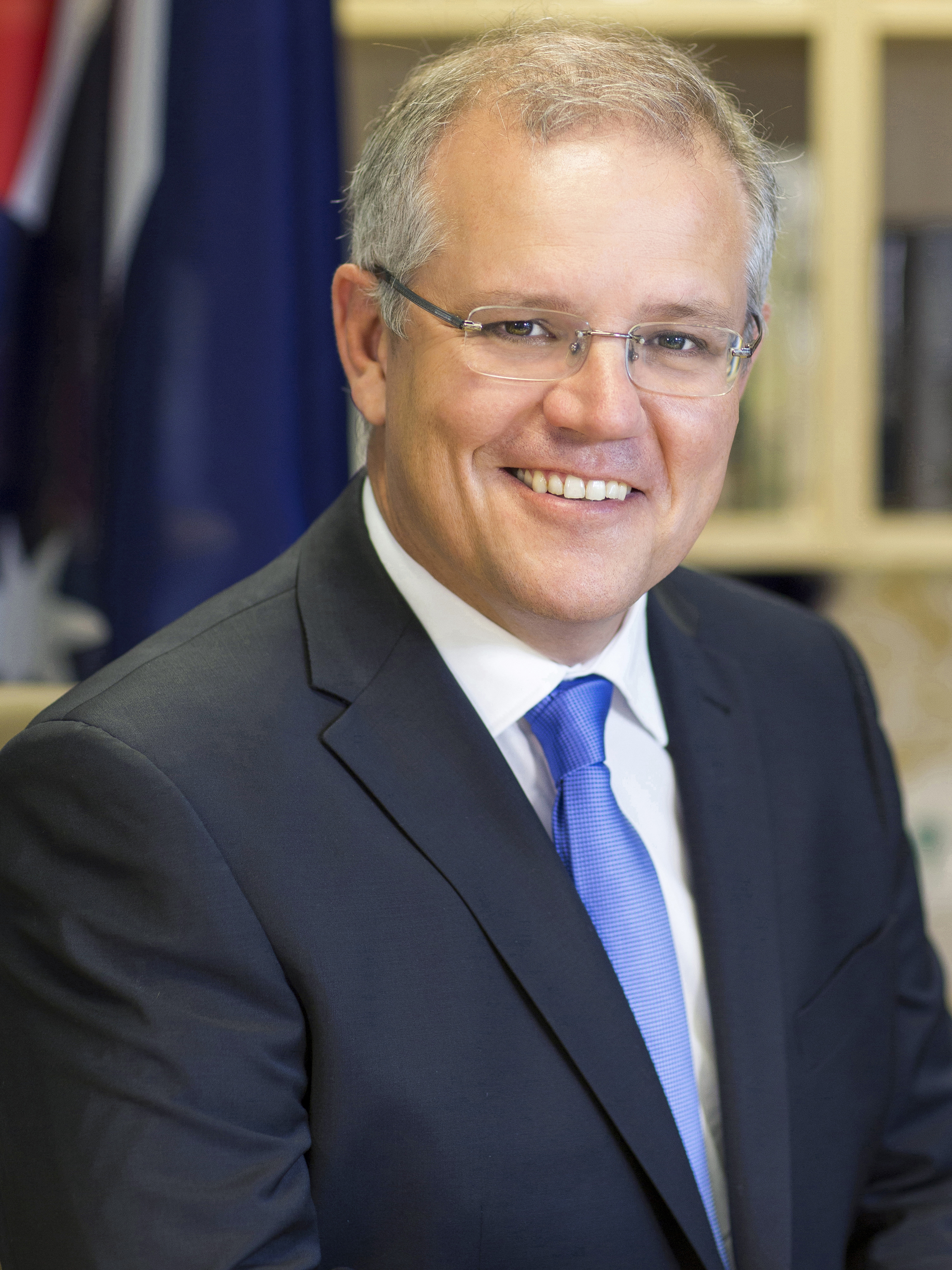
AUS Scott Morrison, Primo ministro
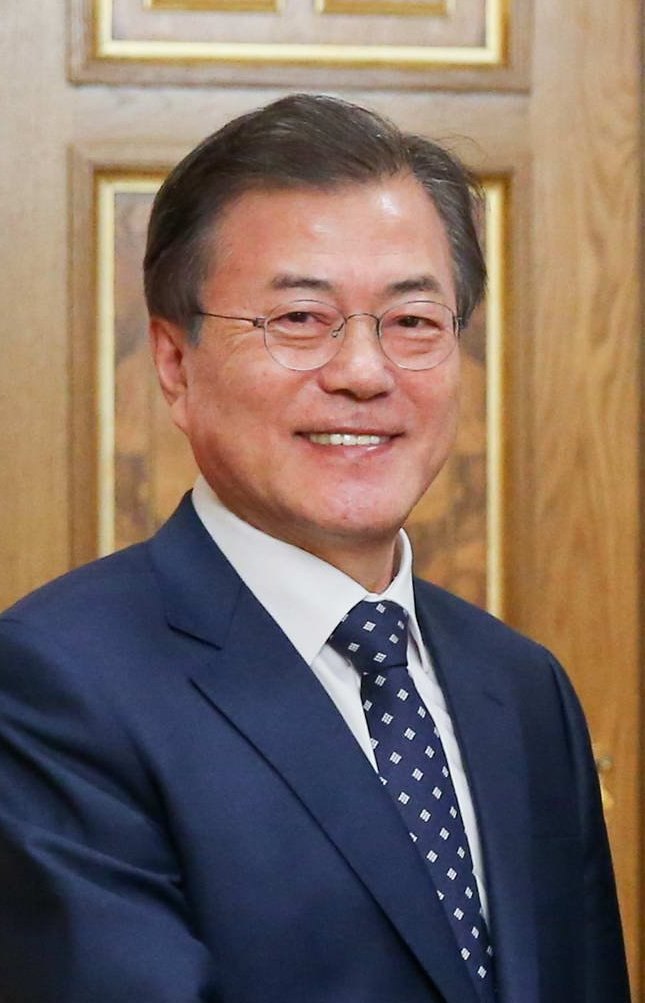
KOR Moon Jae-in, Presidente
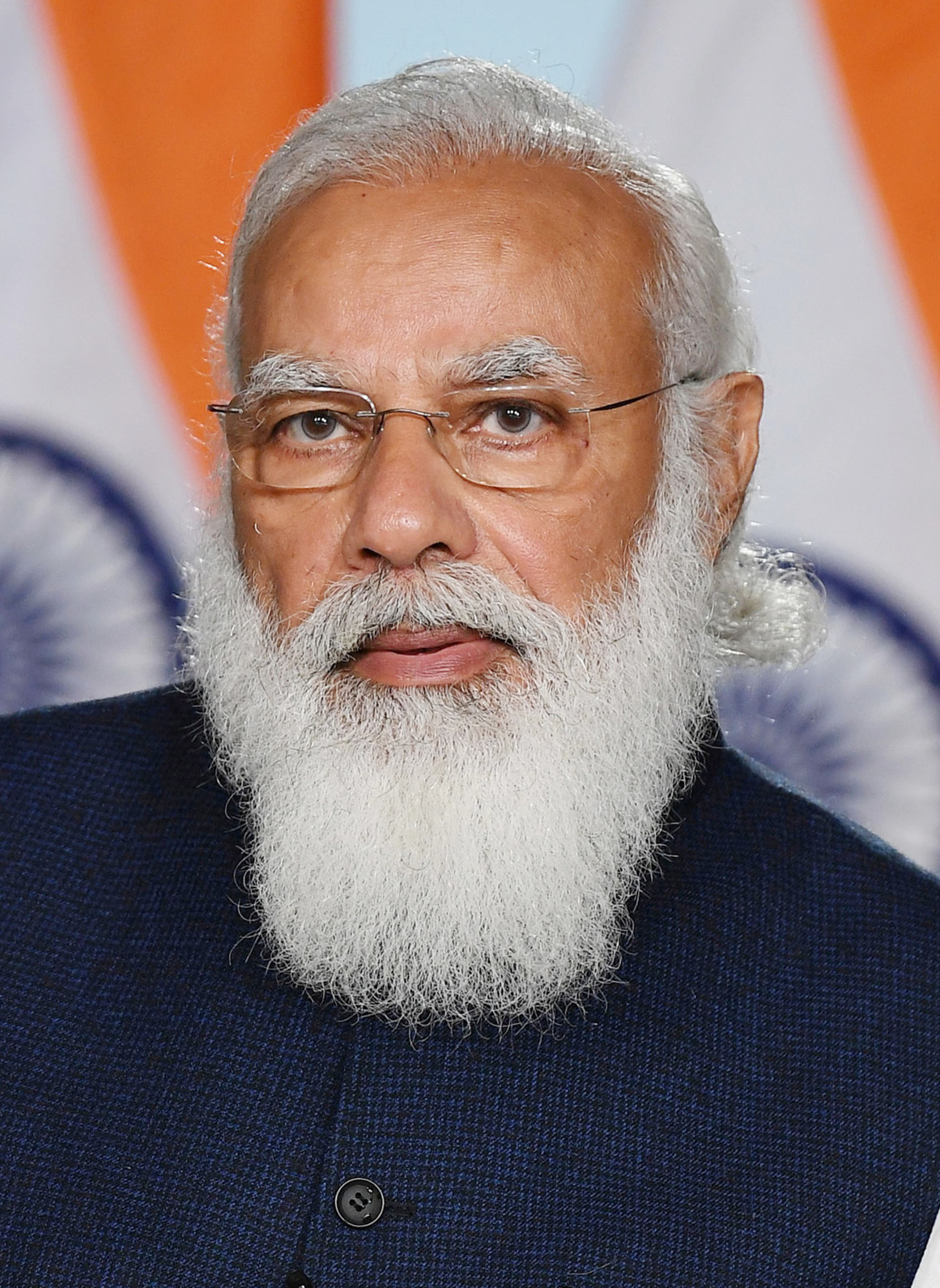
IND Narendra Modi, Primo ministro
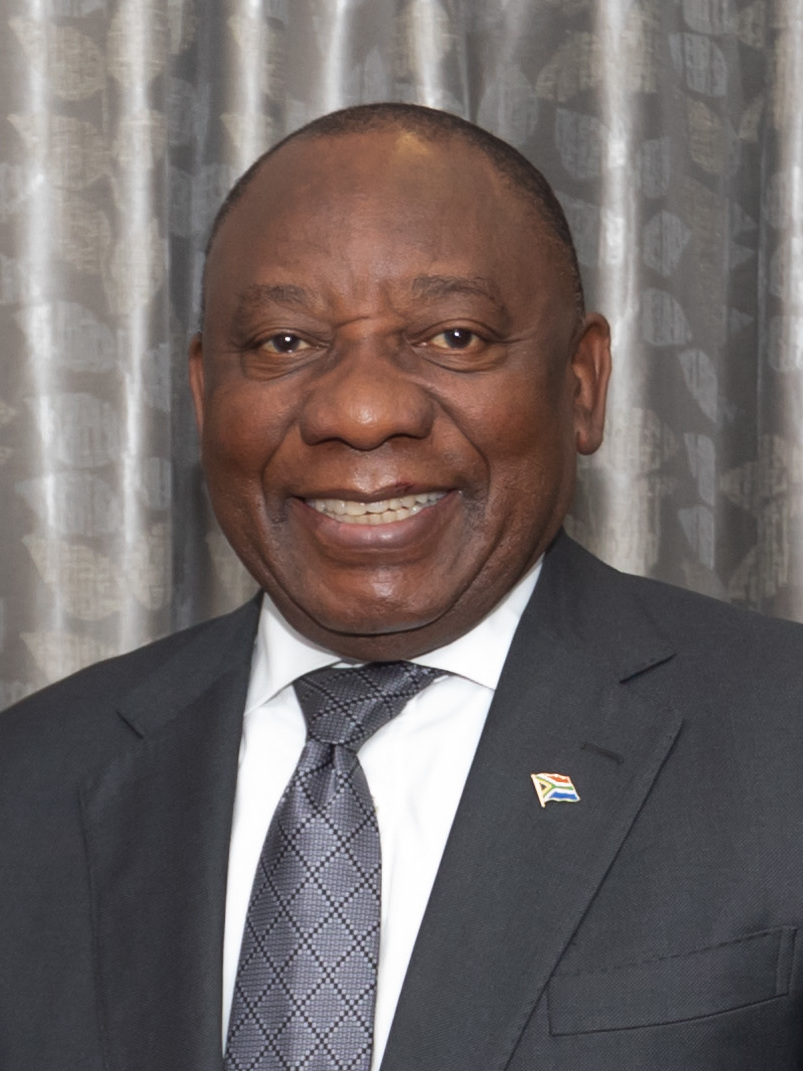
ZAF Cyril Ramaphosa, Presidente

- Australia
Scott Morrison,
Primo ministro
- Corea del Sud
Moon Jae-in,
Presidente
- India
Narendra Modi, 
Primo ministro
- Sudafrica
Cyril Ramaphosa,
 Presidente

## Pubblicazioni
- (EN) CARBIS BAY G7 SUMMIT COMMUNIQUÉ (PDF), su Consiglio europeo, 13 giugno 2021.